# Sông Ray

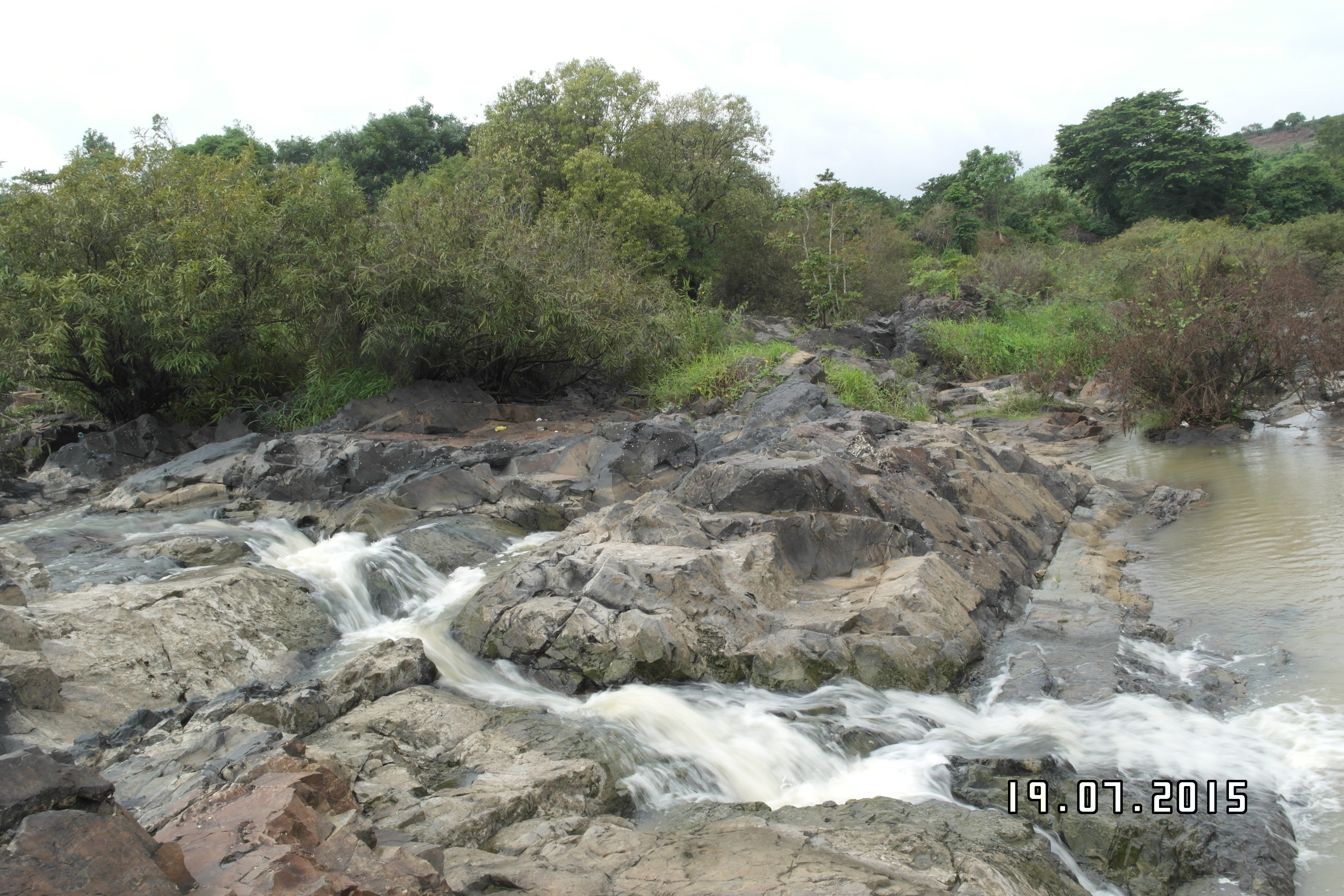
Thác Sông Ray thuộc địa bàn xã Sơn Bình, huyện Châu Đức và xã Hòa Bình, huyện Xuyên Mộc

Sông Ray là một con sông chảy giữa hai tỉnh Đồng Nai và Bà Rịa - Vũng Tàu.
Sông được bắt nguồn từ xã Xuân Hưng, huyện Xuân Lộc, Đồng Nai. Từ đây sông chảy theo hướng tây nam tới địa phận xã Sơn Bình, Châu Đức, Bà Rịa-Vũng Tàu, sông đổi hướng chảy theo hướng nam đổ ra Biển Đông tại xã Phước Hội, huyện Long Đất.
Sông có chiều dài khoảng 55 km, chảy qua và làm ranh giới tự nhiên giữa các huyện Xuyên Mộc và huyện Cẩm Mỹ, Đồng Nai, giữa Xuyên Mộc và Châu Đức, giữa Xuyên Mộc và Đất Đỏ.